# Formostenus angularis
Formostenus angularis är en stekelart som först beskrevs av Tohru Uchida 1931.  Formostenus angularis ingår i släktet Formostenus och familjen brokparasitsteklar. Inga underarter finns listade i Catalogue of Life.